# Sympetrum pedemontanum
Chuồn chuồn phi tiêu có đai (Sympetrum pedemontanum) là một loài chuồn chuồn ngô châu Âu thuộc họ Libellulidae.

## Hình ảnh

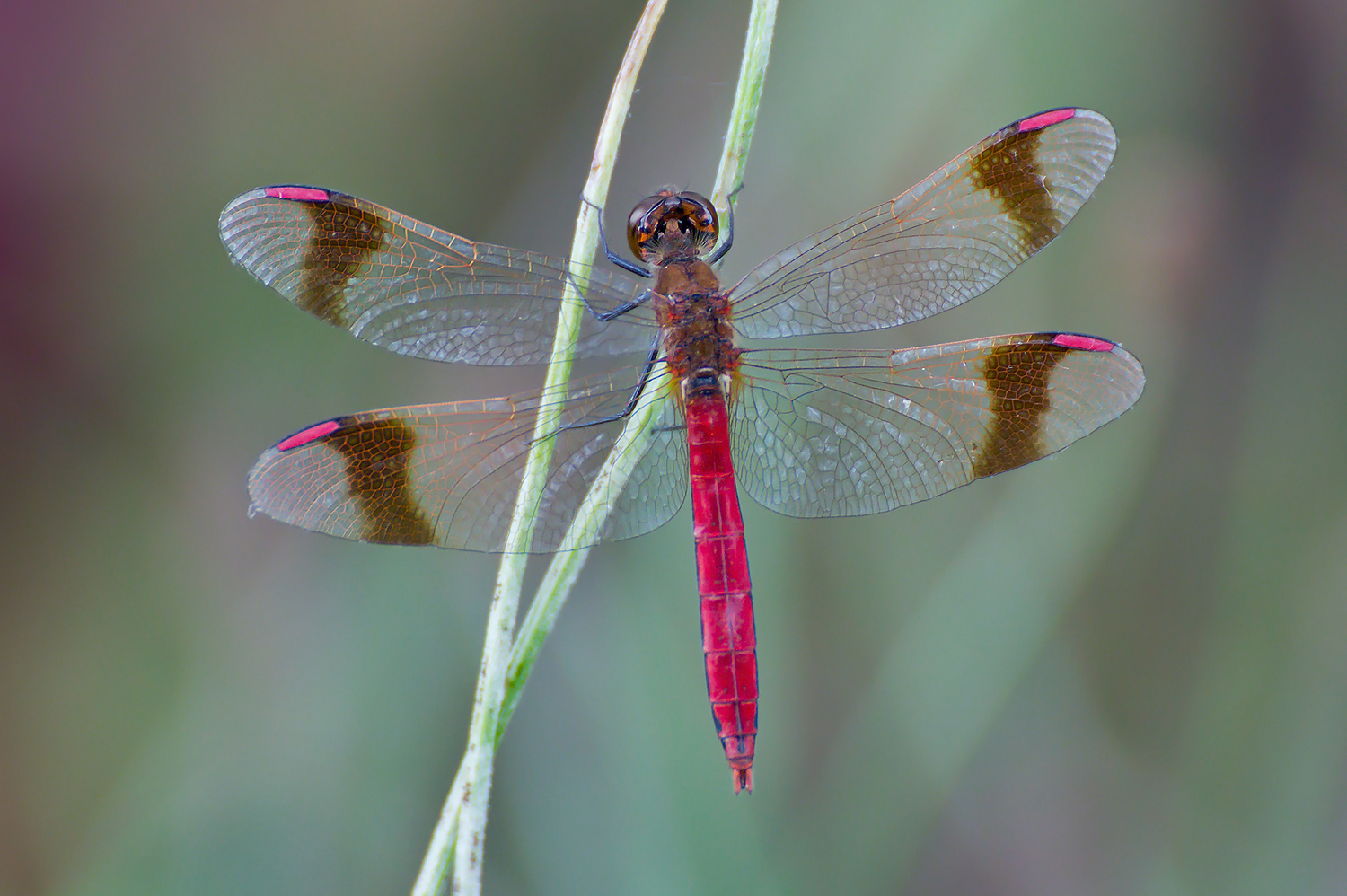
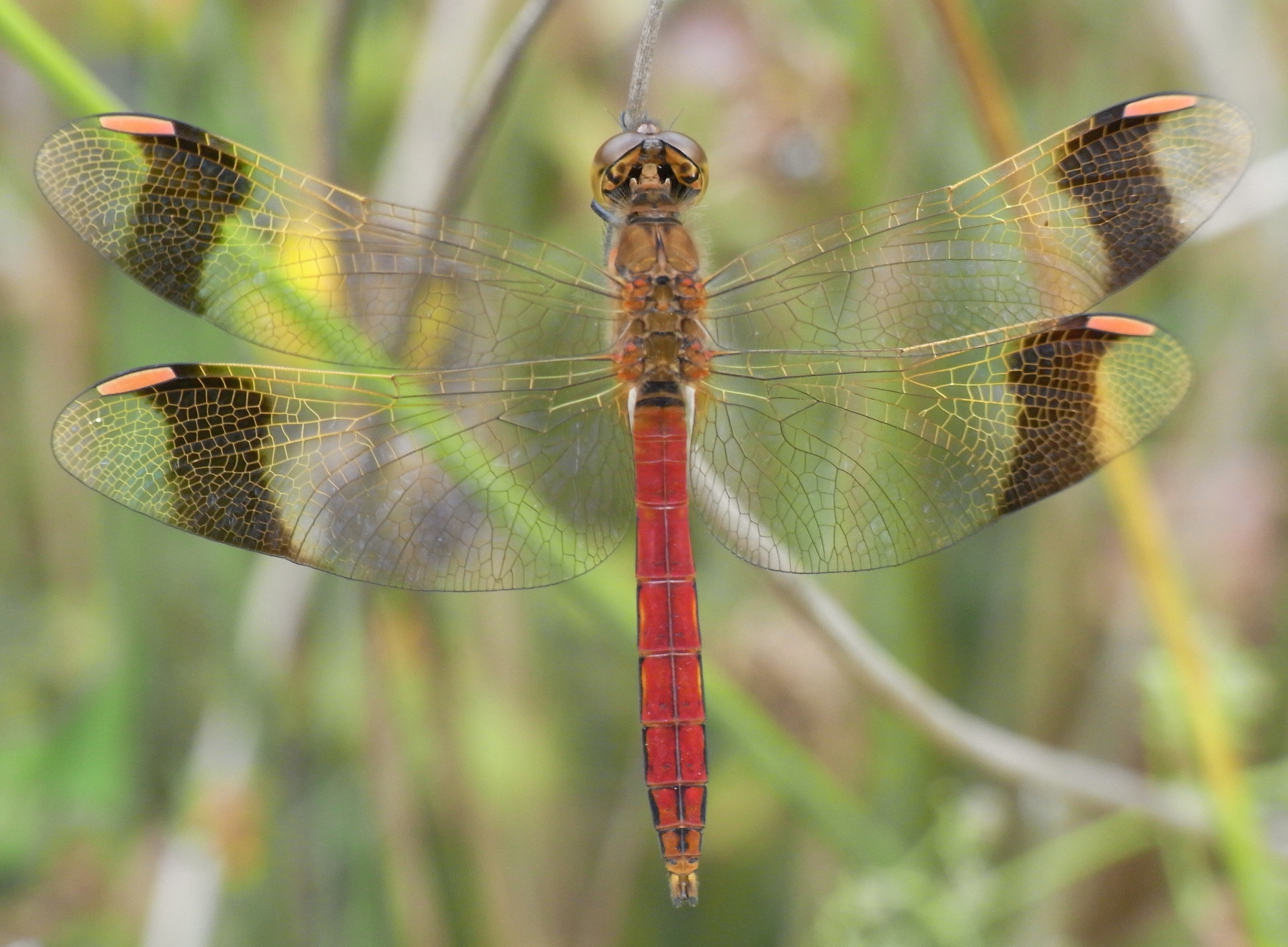
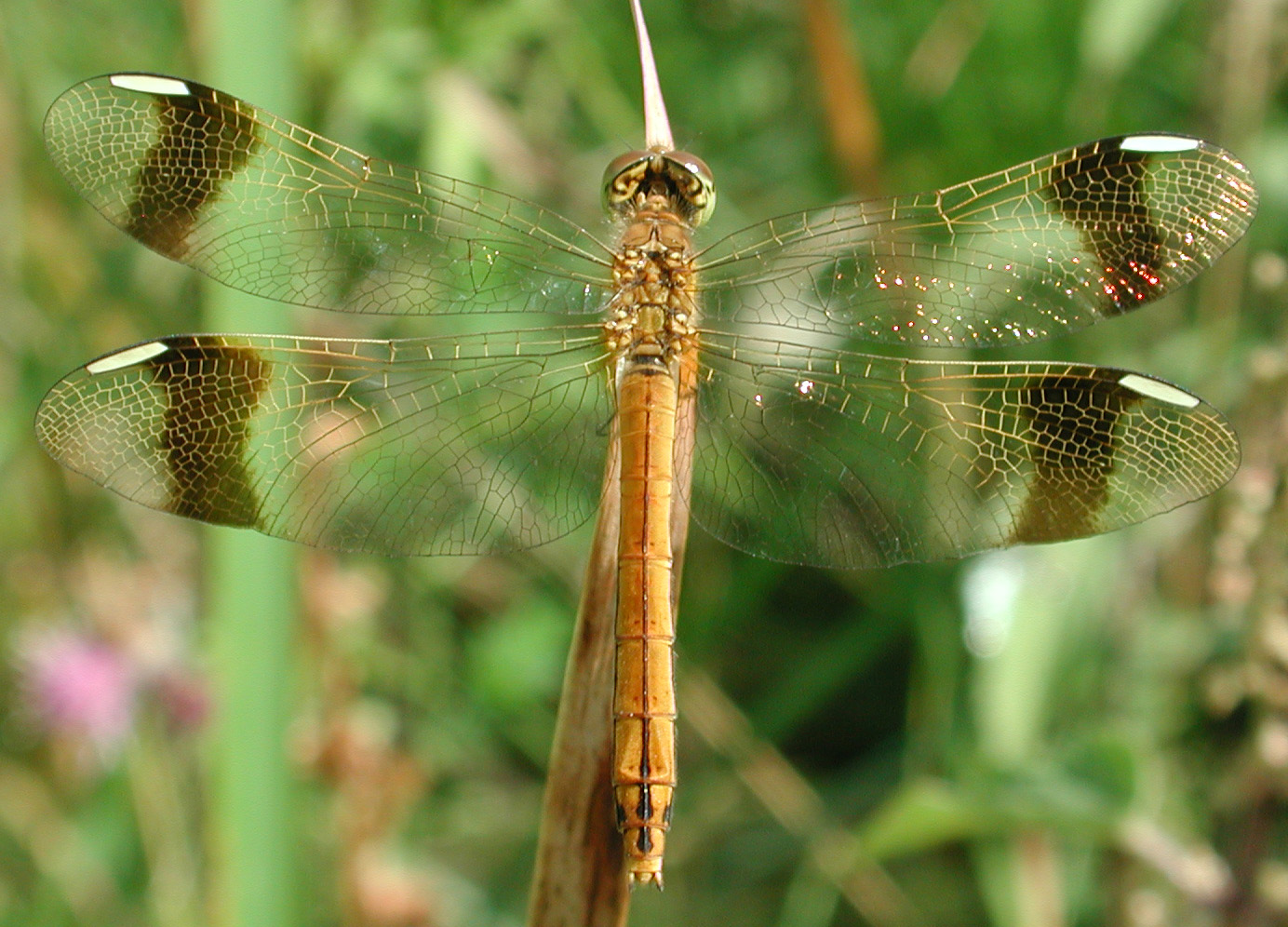
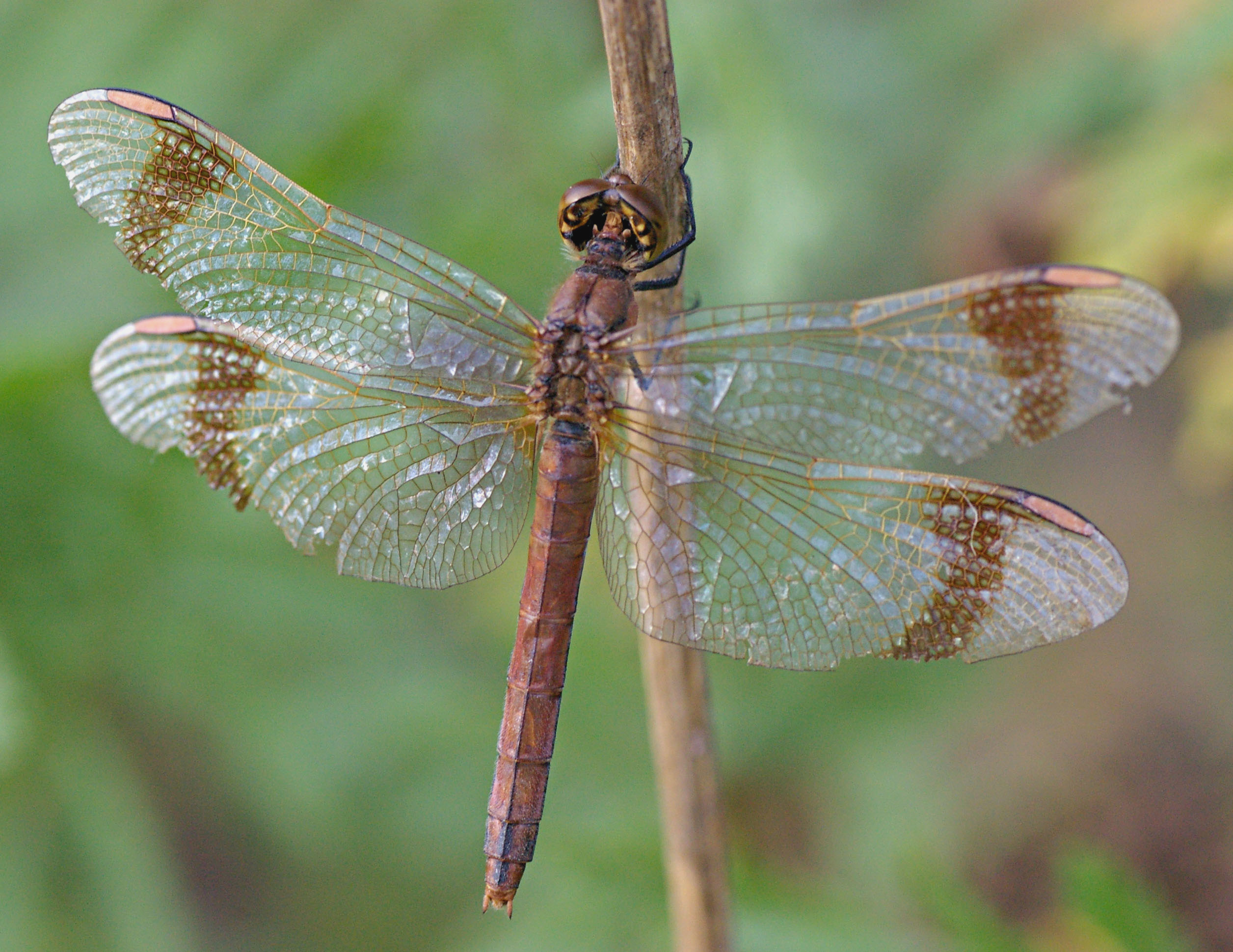

## Mô tả
Những con đực, giống như đa số các thành viên trong chi, có bụng màu đỏ. Tuy nhiên, đặc điểm phân biệt chính của loài là sự hiện diện của các dải đen rộng ở phần bên ngoài của mỗi cánh, ở cả hai giới tính. Nó có kích thước tương tự như loài chuồn chuồn phi tiêu đen (Sympetrum danae) (35–40 mm), có chung hai cánh sau rộng và chân đen.

## Hành vi
Cách bay yếu ớt, thấp và lả lướt không khác gì cách bay của loài chuồn chuồn phi tiêu đen, nhưng nó thường đậu trên các ngọn thân cây cói hơn là trên mặt đất. Nó là một loài kín đáo đến mức đáng ngạc nhiên.

## Tình trạng

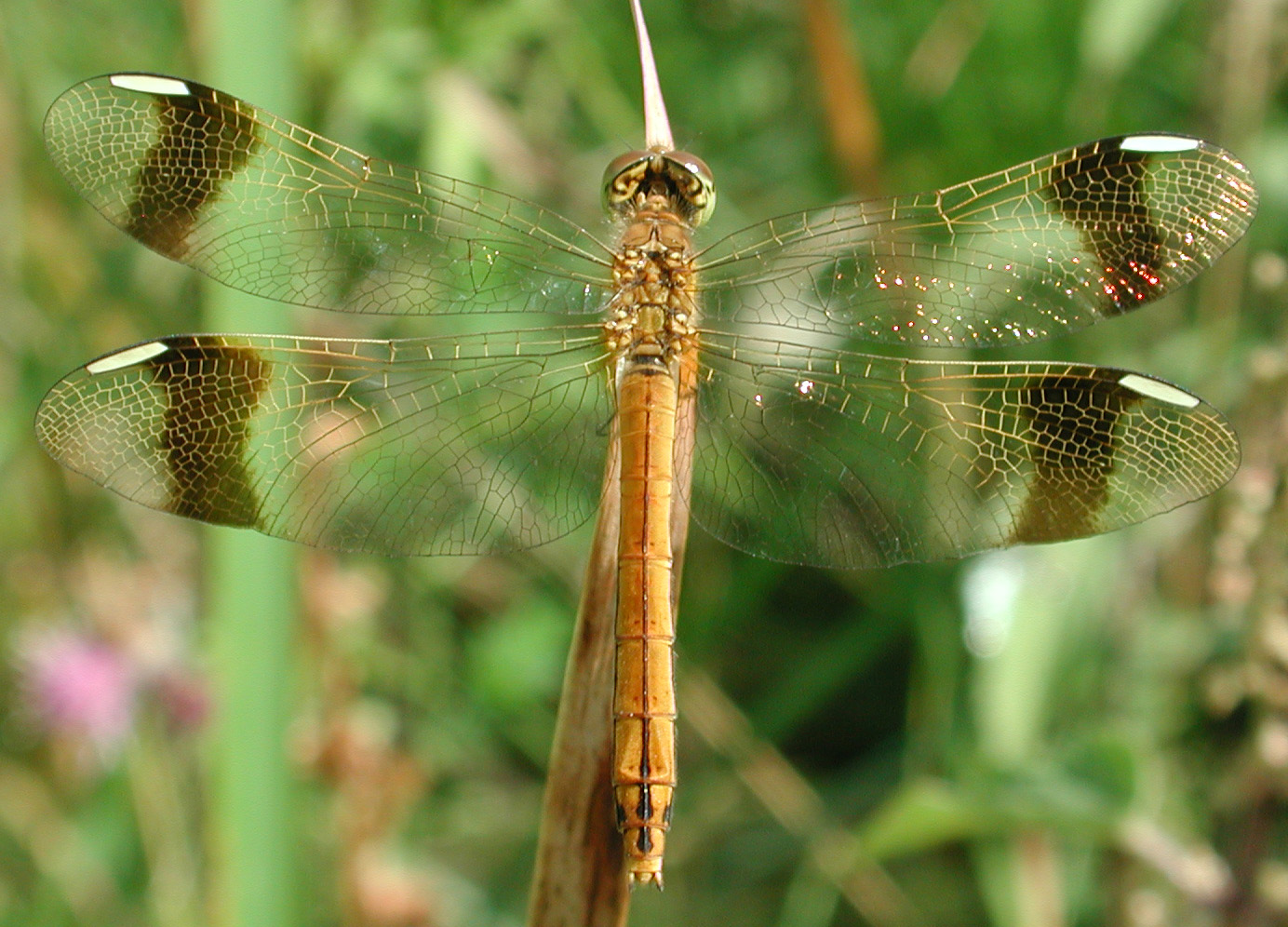
Con non cái

Loài này cư trú ở lục địa Châu Âu. Phạm vi sinh sản chính của nó là đông nam, đặc biệt là ở độ cao trung bình, mặc dù nó có vẻ đang lan rộng về phía tây.

### Du nhập đến Anh
Chuồn chuồn phi tiêu có đai đã được ghi nhận ở Anh chỉ một lần, ở Wales, trong năm nhập cư Sympetrum năm 1995 vào ngày 16–17 tháng 8.